# Бекварра
Бекварра (Bekwarra, Bekworra, Ebekwara, Yakoro) — язык, который принадлежит маленькой группе бенди южно-бантоидной ветви бенуэ-конголезской группы атлантическо-конголезской подсемьи нигеро-конголезской семьи, на котором говорят группы племён бекворра и якоро, проживающие в РМУ Огоджа штата Кросс-Ривер в Нигерии.
В языке используется латинское письмо с 1964 года.
| Алфавит бекварра | Алфавит бекварра | Алфавит бекварра | Алфавит бекварра | Алфавит бекварра | Алфавит бекварра | Алфавит бекварра | Алфавит бекварра | Алфавит бекварра | Алфавит бекварра | Алфавит бекварра | Алфавит бекварра | Алфавит бекварра | Алфавит бекварра | Алфавит бекварра | Алфавит бекварра | Алфавит бекварра | Алфавит бекварра | Алфавит бекварра | Алфавит бекварра | Алфавит бекварра | Алфавит бекварра | Алфавит бекварра | Алфавит бекварра | Алфавит бекварра | Алфавит бекварра |
| ---------------- | ---------------- | ---------------- | ---------------- | ---------------- | ---------------- | ---------------- | ---------------- | ---------------- | ---------------- | ---------------- | ---------------- | ---------------- | ---------------- | ---------------- | ---------------- | ---------------- | ---------------- | ---------------- | ---------------- | ---------------- | ---------------- | ---------------- | ---------------- | ---------------- | ---------------- |
| A                | B                | Ch               | D                | E                | F                | G                | Gb               | H                | I                | J                | K                | Kp               | L                | M                | N                | Ng               | Ny               | O                | P                | R                | Sh               | T                | U                | W                | Y                |
| a                | b                | ch               | d                | e                | f                | g                | gb               | h                | i                | j                | k                | kp               | l                | m                | n                | ng               | ny               | o                | p                | r                | sh               | t                | u                | w                | y                |